# 浙江大学海洋科学与工程学系
浙江大学海洋科学与工程学系（简称海洋系）成立于2009年5月，原来是浙江大学的直属系，属于工学部，2013年以其为主体成立了浙江大学海洋学院。
浙大海洋系的目标定位和发展思路为「围绕国家科技需求凝炼学科方向，服务浙江海洋经济形成自己特色，开展国际交流合作获得跨越发展，支撑学校创建一流培养专业人才」。

## 重点学科
- 2个一级学科：船舶与海洋工程、海洋科学
- 二级学科：港口海岸及近海工程
- 浙江省重点学科：船舶与海洋工程、港口海岸及近海工程
- 二级学科博士点：港口海岸及近海工程
- 2个一级学科硕士点：海洋科学、船舶与海洋工程

## 师资力量
海洋系拥有50名专任教师，其中11名博士生导师、15名教授、18名副教授（副研究员）。同时还有2名求是讲座教授、2名入选国家千人计划人才、1名求是特聘教授、3名入选浙江省千人计划、5名青年求是学者。另有19名来自国家海洋局第二海洋研究所的兼任教师，其中有2名院士。

## 研究机构
已有和在建的研究机构如下：
- 海洋资源研究所
- 海洋技术与船舶工程研究所
- 港口海岸与近海工程研究所
- 物理海洋研究所
- 海洋生物与天然产物研究所
- 浙江大学外海实试基地与科技示范岛——摘箬山岛